# Danuta Matejko
Danuta Matejko, po mężu Horba (ur. 19 września 1943 w Krakowie) – polska koszykarka, mistrzyni i reprezentantka Polski.

## Kariera sportowa
Jest wychowanką Wisły Kraków, z którą w 1961 wywalczyła mistrzostwo Polski juniorek oraz pięciokrotnie mistrzostwo Polski seniorek (1964, 1965, 1966, 1968, 1969), wicemistrzostwo Polski seniorek w 1967, brązowy medal mistrzostw Polski seniorek w 1959, 1960 i 1962
W barwach Białej Gwiazdy występowała w latach 1958-1969, w reprezentacji Polski wystąpiła w 17 spotkaniach.
Z reprezentacją Polski seniorek wystąpiła na mistrzostwach Europy w 1966 (8 m.).
Zakończyła karierę w 1969.
Jej mężem był piłkarz Wisły Kraków, Andrzej Horba (1944-1990).
Była wnuczką polskiego malarza Jana Matejki.